# Odontota scapularis
Odontota scapularis är en skalbaggsart som först beskrevs av Olivier 1808.  Odontota scapularis ingår i släktet Odontota och familjen bladbaggar. Inga underarter finns listade i Catalogue of Life.